# Harry Clarke (Fußballspieler, 1923)
Henry Alfred „Harry“ Clarke (* 23. Februar 1923 in Woodford; † 16. April 2000 in Havering) war ein englischer Fußballspieler. Als Mittelläufer gehörte er zwischen 1949 und 1959 Tottenham Hotspur an, die unter Trainer Arthur Rowe in der Saison 1950/51 die englische Meisterschaft gewannen. Er bildete zumeist mit Bill Nicholson und Ron Burgess die Läuferreihe und war später Kapitän der Mannschaft.

## Sportlicher Werdegang
Clarke erlernte das Fußballspielen in Schulmannschaften seiner Nordlondoner Heimat Woodford. Er arbeitete nach seinem Abschluss für die Great North Eastern Railway als Feuerwehrmann, bevor er während des Zweiten Weltkriegs fünf Jahre lang in der Royal Air Force diente. Im Verlauf der langjährigen Auslandseinsätze waren die Gelegenheiten in Vereinsfußball rar; vielmehr fiel sein Talent bei Spielen in Militärauswahlmannschaften am Stützpunkt in Wiltshire auf. Das im südwalisischen Newport ansässige Süßigkeitsunternehmen Lovell’s unterhielt eine Werksmannschaft, die äußerst erfolgreich in der Region war und nahm Clarke zunächst auf Amateurbasis und im August 1945 zu Profibedingungen unter Vertrag. In den folgenden Jahren gewann Clarke dort zweimal die walisische Meisterschaft sowie 1948 den Welsh Cup, bevor ihn Talentscouts von Tottenham Hotspur im März 1949 von einer Rückkehr in die Londoner Heimat überzeugten. Die Ablösesumme für den Transfer betrug 4.250 Pfund.
Mit einer Körpergröße von rund 1,90 Meter war Clarke von imposanter Statur, hatte als zentraler Abwehrspieler große Stärken im Kopfballspiel, Führungsqualitäten und konnte sich mit oft robusten gegnerischen Mittelstürmern in Zweikämpfen gut behaupten. Er war bereits 26 Jahre alt, als er Teil der damals von Joe Hulme trainierten Spurs wurde, und hatte auf Anhieb einen großen Einfluss im Team. Er debütierte in der zweiten Liga gegen Luton Town (2:1) und unter dem neuen Trainer Arthur Rowe war er Schlüsselspieler in der Saison 1949/50, die dem aufstrebenden Klub den Aufstieg als Zweitligameister bescherte. Mit 42 Ligaeinsätzen war er dabei genauso „dauerpräsent“, wie in der folgenden Spielzeit 1950/51, als Clarke mit seinen Mannschaftskameraden sensationell die englische Meisterschaft gewann. Dabei zeichnete ihn eine abgeklärt wirkende „Präsenz“ und eine hohe Antizipationsfähigkeit aus.
Zu Beginn der Saison 1951/52 hatte Clarke mit Verletzungen zu kämpfen, aber nach der Genesung eroberte er sich nicht nur den Stammplatz zurück. Er spielte sich derart gut in Form, dass er am 3. April 1954 – obwohl bereits 31 Jahre alt – zu seinem ersten und einzigen Länderspiel für die englische A-Nationalmannschaft kam; die Auswärtspartie gegen Schottland endete mit einem 4:2-Sieg. Im Verlauf der Spielzeit 1955/56 führte Clarke gelegentlich die Spurs als Kapitän aufs Feld, bevor im Dezember 1956 seine Profilaufbahn mehr oder weniger endete. Er blieb noch drei weitere Jahre bei Tottenham und war dabei aktiv in der Reservemannschaft und bei der Betreuung von Jugendspielern. Als er im Dezember 1959 ein Angebot als Spielertrainer des walisischen Klubs AFC Llanelli erhielt, endete sein Engagement in Nordlondon.
Drei Jahre blieb Clarke in Wales, bevor er den FC Romford zu trainieren begann und dort in der Saison 1966/67 die Meisterschaft in der Southern League gewann. Rund 13 Jahre blieb er Romford treu, bevor er sich auf einen Beruf außerhalb des Fußballs in der Sicherheitsbranche fokussierte. In seinen späten Jahren hatte Clarke mit gesundheitlichen Problemen zu kämpfen, lebte in einem Pflegeheim in Upminster und verstarb 77-jährig am 16. April 2000.

## Titel/Auszeichnungen
- Englischer Meister: 1951
- FA Charity Shield: 1951
- Walisischer Meister (Southern Champions)[3]: 1946, 1947
- Welsh Cup: 1948